# 오카다정
오카다정(岡田町)은 아이치현 지타군에 설치되었던 정이다. 현재의 지타시 중부에 해당한다.